# Episcopia Severinului și Strehaiei
Episcopia Severinului și Strehaiei este o eparhie a Bisericii Ortodoxe Române. Are sediul în Turnu Severin și jurisdicția peste județul Mehedinți. Este condusă de episcopul Nicodim Nicolaescu.